# Coquainvilliers
Coquainvilliers település Franciaországban, Calvados megyében. Lakosainak száma 844 fő (2022. január 1.). Coquainvilliers Le Breuil-en-Auge, Manerbe, Norolles, Ouilly-le-Vicomte és Le Torquesne községekkel határos.

## Népesség
A település népességének változása:
| Lakosok száma | 427  | 669  | 712  | 809  | 864  | 867  | 856  | 848  | 844  | 844  |
|               | 1968 | 1982 | 1990 | 2006 | 2013 | 2015 | 2017 | 2019 | 2020 | 2022 |